# Невидима сторона (фільм)
Невидима сторона (англ. The Blind Side) — американська спортивна драма, фільм Джона Лі Генкока 2009 року. Сценарій заснований на книзі Майкла Льюїса «The Blind Side: Evolution of a Game», виданій у 2006 році. Фільм розповідає про Майкла Оера, гравця Балтимор Рейвенс, NFL.

## Сюжет
Фільм заснований на реальних подіях.
Майкл Оер, молодий афроамериканець, в черговий раз позбавляється житла, і його бере під свою опіку забезпечена сім'я, членом якої він згодом стає. Майкл володіє величезним ростом і титанічною силою і починає грати за шкільну команду в американський футбол. Успіхи у спорті та навчанні дозволяють йому отримати стипендію спортсмена і вступити на бюджетне відділення в Університет Міссісіпі. В кінці фільму наведені документальні зйомки того, як Майкл проходить відбір у професійну команду «Балтимор Рейвенс».

## Номінації та нагороди
- За виконання головної ролі актриса Сандра Буллок отримала декілька номінацій і нагород:

| Нагороди та номінації                               | Нагороди та номінації | Нагороди та номінації | Нагороди та номінації |
| Нагорода                                            | Категорія             | Номінований (а)       | Підсумок              |
| --------------------------------------------------- | --------------------- | --------------------- | --------------------- |
| Оскар                                               | Найкраща жіноча роль  | Сандра Буллок         | Перемога              |
| Оскар                                               | Найкращий фільм       |                       | Номінація             |
| Critic's Choice Award                               | Найкраща жіноча роль  | Сандра Буллок         | Перемога              |
| Золотий глобус                                      | Найкраща жіноча роль  | Сандра Буллок         | Перемога              |
| Премія Гільдії кіноакторів США                      | Найкраща жіноча роль  | Сандра Буллок         | Перемога              |
| People's Choice Award                               | Найкраща актриса      | Сандра Буллок         | Перемога              |
| Washington D.C. Area Film Critics Association Award | Найкраща актриса      | Сандра Буллок         | Перемога              |

- Квінтон Аарон за роль Майкла Оера був номінований на Премію MTV за найкращий прорив року.

## Реліз
Фільм був випущений на DVD і Blu-ray 23 березня 2010.